# Plagiotremus tapeinosoma
Plagiotremus tapeinosoma (Bleeker, 1857) è un piccolo pesce d'acqua salata appartenente alla famiglia Blenniidae.

## Distribuzione e habitat
Questa specie è diffusa nell'Indo-Pacifico, dal Mar Rosso e Sudafrica fino alle Isole Tuamotu, al sud del Giappone e al sud della Nuova Zelanda.